# Kickbox

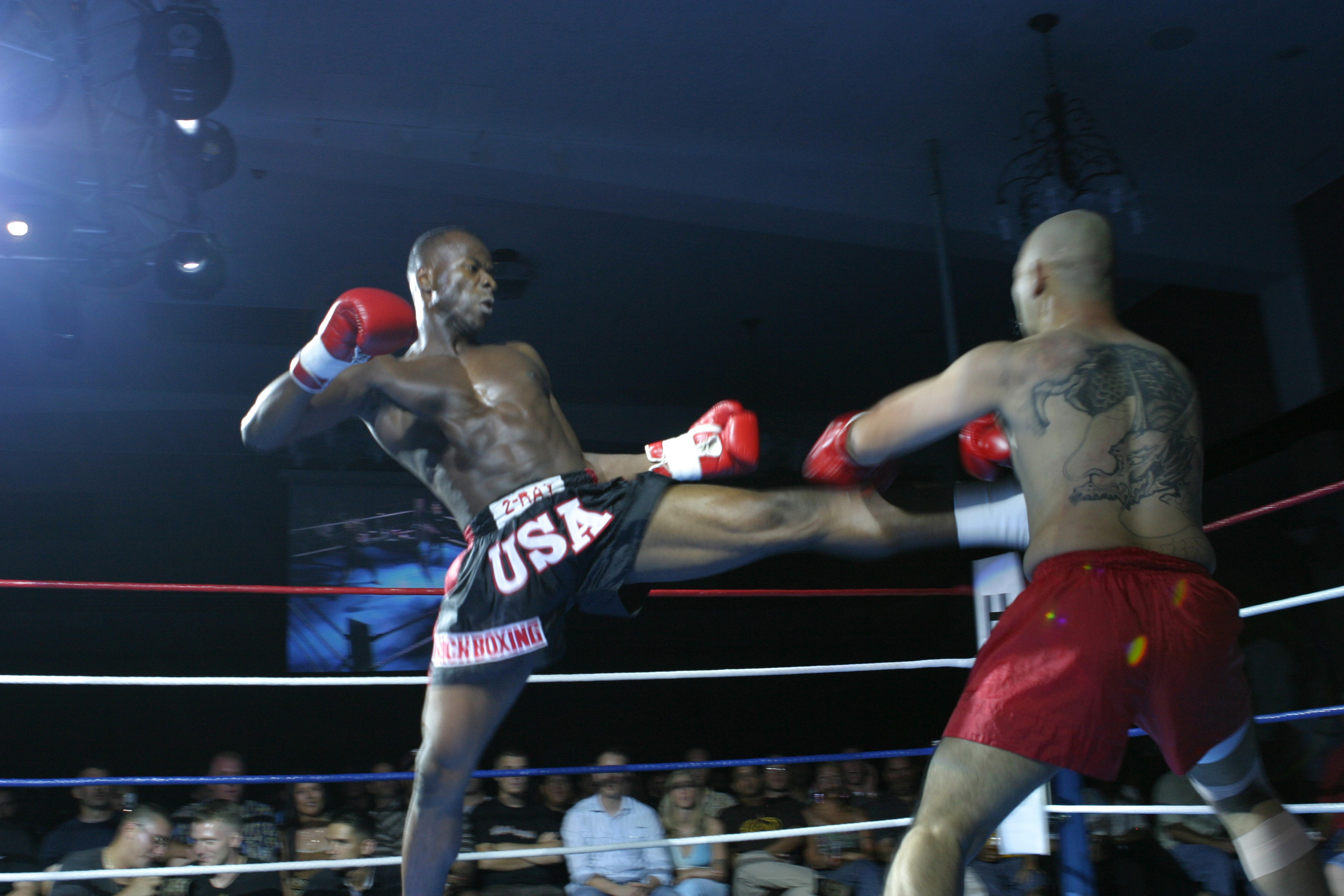
Kickbox

Kickbox nebo také kickboxing (japonsky キックボクシング) je bojový sport, který vznikl jako sportovní verze karate, přizpůsobená pravidlům inspirovaným Muay Thai. Ačkoli se tradiční karate zaměřuje na účinnost a použitelnost ve skutečném boji, kickbox přinesl možnost soutěžního plnokontaktního formátu, kde bojovníci mohou uplatnit své dovednosti v bezpečnější a organizované formě. V kickboxu se zápasí ve stoje, zápasení na zemi je zakázané. Pokud jeden ze zápasníků spadne tak zápas je přerušen, do té doby než zápasník vstane, a je schopen pokračovat (do té doby je obvykle počítán).
Kickbox lidé provozují buď jako plnokontaktní sport (full-contact) nebo jako způsob zlepšení zdravotního stavu a tělesné i duševní pohody. V případě plnokontaktního sportu mají na sobě bojovníci speciální trenýrky a ochranné vybavení zahrnující: chránič zubů, omotávky rukou (bandáže), boxerské rukavice 10-oz., chránič třísel se suspenzorem, chrániče holení a nártů (tzv. botičky) a nepovinně i helmu (většinou se používá pro bojovníky mladší 16 let). Bojovnice pak navíc ještě mají chránič hrudi, přes který mají sportovní top. V evropské formě kickboxu, kde jsou kopy pod pás povoleny jen ve formě low-kick kickbox, se místo trenýrek mohou používat dlouhé kalhoty.
Vedle toho v amatérských zápasech, kde spolu zápasí začínající bojovníci, se soutěží i v mírnějších formách kickboxu – tzv. polokontaktní kickbox, kde je cílem správně provedenou technikou prorazit soupeřův blok, ale kde je limitováno užití fyzické síly. Vybavení pro polokontakt je podobné jako pro full-contact, navíc se používá helma. Bojovníci většinou zápasí v triku, aby se tak odlišili od bojovníků ve full-contact. Polokontaktní kickbox se dále dělí na 3 stylu (lightcontact, kicklight, points fighting).

## Kickbox ve světě bojových umění
Kickbox je někdy nesprávně považován za deštníkový termín pro více bojových umění, jako jsou Muay Thai, Lethwei, Sanda nebo Savate apod. Tyto styly však mají vlastní historii, pravidla a techniky a neměly by být zaměňovány s moderním kickboxem.
Kickbox je spíše evolucí karate než samostatným tradičním stylem. Jeho rozmach je především díky soutěžnímu formátu, který dává bojovníkům prostor pro plný kontakt a intenzivní zápasy.
Velmi často dochází k záměně kickboxu za Muay Thai (Thajským boxem). Tyto dva sporty jsou podobné, ale v thajském boxu jsou povoleny kopy pod pás, stejně jako zásahy koleny a lokty.
Existuje mnoho druhů bojových umění s označením kickbox, jako je třeba japonský, americký, indický, barmský nebo francouzský. Termín kickbox je tak velmi mnohovýznamový, čím dál častěji ale bývá slučován s japonskou a americkou variantou. Mnoho dalších stylů o sobě neuvažuje jako o formě kickbox, ačkoliv široká veřejnost tento termín užívá pro pojmenování celé skupiny bojových umění. Termín kickbox vymyslel japonský promotér boxerských zápasů Osamu Noguchi jako variantu pro Muay Thai a Karate v 50. letech. Později byl tento termín užíván pro americkou variantu.

## Historie - Japonsko[9][10][11][12][13][14][15][16]
Kickbox vznikl v 60. letech 20. století v Japonsku, kde bojovníci hledali způsob, jak modernizovat karate a přenést jeho techniky do plnokontaktních sportovních zápasů. Za zakladatele kickboxu je považován japonský promotor Osamu Noguchi a karate mistr Tatsuo Yamada.
- Osamu Noguchi byl inspirován Muay Thai, které sledoval během svých cest do Thajska. Byl přesvědčen, že kombinace karate a pravidel Muay Thai vytvoří atraktivní soutěžní formát.
- Tatsuo Yamada, mistr karate, sdílel vizi vytvoření plnokontaktního bojového sportu, který by umožnil bojovníkům karate otestovat své schopnosti v soutěžních podmínkách.

V roce 1966 uspořádali první oficiální zápasy kickboxu v Japonsku, což odstartovalo novou éru bojových sportů. Kickbox si rychle získal popularitu a začal se šířit do dalších zemí.
Tatsuo Yamada, který založil "Nihon Kempo Karate-do", se velmi zajímal o Muay Thai, protože chtěl pozměnit zápasy v karate, jelikož do té doby bylo v Japonsku nemyslitelné, aby jeden bojovník udeřil druhého plnou silou nebo několikrát za sebou. Vymyslel tedy v listopadu 1959 plán, který pojmenoval "Koncept teoretických základů založení nového sportu a jeho industrializace", a pro tento nový sport navrhl i prozatímní název "Karate-boxing". Dodnes není jasné, jestli thajské bojovníky pozval právě Yamada, co však jasné je, že Yamada byl jeden z mála mistrů karate, který se opravdu zajímal o Muay Thai. Yamada pozval thajského bojovníka, šampióna v Muay Thai (a zároveň sparing partner jeho syna Kana Yamady), a začal studovat Muay Thai. Další, kdo se zajímal o Muay Thai a podílel se na spolupráci s thajskými bojovníky, byl promotér boxerských zápasů Osamu Noguchi. Také díky němu a Yamadovi se objevila první fotografie thajských zápasníků, a to v časopise The Primer of Nihon Kempo Karate-do.
Od 12. února 1963 se tak začaly pořádat "Karate vs. Muay Thai zápasy". Tři bojovníci karate z Oyama dojo (později Kyokushin) odjeli do boxerské haly Lumpinee v Thajsku a bojovali proti třem bojovníkům Muay Thai. Tito tři karate bojovníci se jmenovali Tadashi Nakamura, Kenji Kurosaki a Akio Fujihira (známý také jako Noboru Osawa). Japonsko nakonec vyhrálo 2-1. Noguchi a Kenji Kurosaki (instruktor Kyokushin karate) studovali Muay Thai a vynalezli kombinované bojové umění, které Noguchi pojmenoval kick box. Zpočátku byly – pod vlivem Muay Thai stylu – povoleny hody a údery hlavou, obojí však bylo později zakázáno. Kickbox Association, první kickboxerské sdružovací těleso, založil Osamu Noguchi již v roce 1966. Ve stejném roce, přesněji 11. dubna, se v Osace konaly první závody v kickboxu.
Tatsu Yamada zemřel v roce 1967, ale jeho dojo nezaniklo, pouze změnilo název na Suginami Gym a začalo vychovávat první kickboxery, které později vysílalo na podporu a propagaci tohoto sportu.
Kickbox zaznamenal v Japonsku explozi a vzestup popularity v momentě, kdy začal být vysílán v televizi. Mezi první mediálně oblíbené kickboxery patřil Tadashi Sawamura. Stejně jak rychle tento rozmach začal, tak také skončil. Kickbox přestal být populární poté, co Sawamura ukončil kariéru. Kickbox se v televizi neobjevil až do roku 1993, kdy vznikly zápasy K-1.
V roce 1993, kdy Kazuyoshi Ishii (zakladatel Seidokaikan karate) rozjel zápasy K-1 se speciálními kickboxovými pravidly (žádné lokty a klinče), se stal kickbox opět velmi populární. Tento sport se tak rozšířil i po Evropě, do Ameriky, Austrálie a na Nový Zéland.

## Kickbox jako sportovní verze karate[17][18][19][20][21][22]
Kickbox je výsledkem přechodu od tradičního karate k moderním bojovým sportům. Tradiční karate, s jeho zaměřením na praktickou sebeobranu a brutální efektivitu, sloužilo jako základ pro techniky, zatímco kickbox přizpůsobil tyto techniky sportovním podmínkám.
Kickbox si zachoval mnohé principy karate, jako je důraz na přesnost a rychlost, ale dal větší prostor plnokontaktnímu boji a pravidlům, která omezují nejnebezpečnější techniky, aby chránila zdraví bojovníků.

## Tradiční karate vs. kickbox[17][18][19][20][21][22]
Tradiční karate spojuje nejen údery a kopy, ale také techniky jako hody, znehybnění a údery na životně důležité body, což ho činí velmi praktickým v reálných sebeobranných situacích. Na rozdíl od toho, kickbox se zaměřuje především na sportovní aspekt s pravidly, která omezují nebezpečné techniky a kladou důraz na fyzickou výdrž a rychlost v plnokontaktním souboji. Přesto si kickbox zachovává některé filozofické principy karate, jako je disciplína a preciznost pohybů, ale zjednodušuje je pro potřeby sportovního zápasu.

## Kickbox: Moderní sportovní verze tradičního karate[17][18][19][20][21][22]
Zakladatel moderního karate (Shotokan), Gichin Funakoshi, varoval, že přílišný důraz na sportovní formu karate by mohl vést ke ztrátě jeho praktičnosti. Kickbox však ukazuje, že i sportovní verze karate může zůstat funkční a účinná v reálných situacích.
Funakoshi často poukazoval na nebezpečí, že karate jako sport může sklouznout k bodovacímu systému, který zanedbává skutečné bojové dovednosti. Tato kritika se týká zejména organizací jako WKF, kde pravidla kladou důraz na technickou prezentaci a rychlost, zatímco tvrdost a reálná účinnost ustupují do pozadí. Na rozdíl od toho kickbox dokázal skloubit sportovní přístup s plnokontaktní efektivitou, čímž zachovává ducha původního karate.

## Evropa, Severní Amerika, Austrálie, Nový Zéland a Jižní Amerika

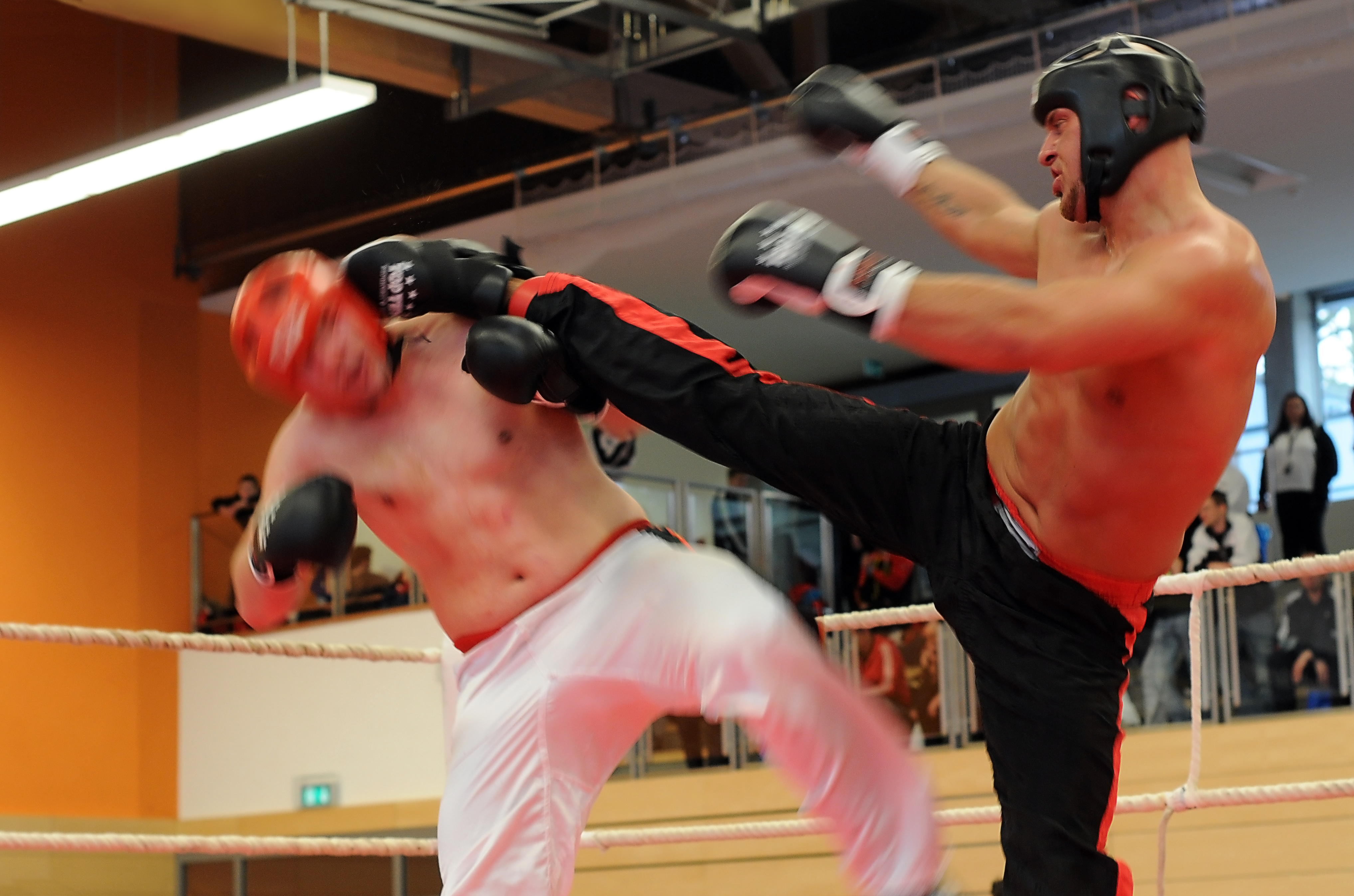
German Open 2010

Jan Plas, nizozemský kickboxer, založil ještě s několika vyznavači Muay Thai v roce 1978 v Holandsku Mejiro Gym poté, co se naučil v Japonsku kickbox od samotného Kenjiho Kurosaki. Plas také založil ve stejném roce NKBB (Nizozemskou Asociaci Kickboxu), první kickboxovou organizaci v Nizozemí. Tento sport pak expandoval do USA hlavně díky popularitě a úspěchu Keva Kelseyho v 70. letech. Jižní Americe byl kickbox představen vyznavačem bojových umění a kickboxerským šampiónem Hectorem Echavarriaou, který do latinské Ameriky přinesl slavnou Joe Corley's Professional Karate Association, International Sports Karate Association a United States Karate Association.

## Pravidla

### Japonská pravidla
Tato pravidla jsou téměř stejná jako pravidla Muay Thai:
- Podobnosti
  - Čas: tři minuty × pět kol
  - Povolené údery loktem
  - Povolené kopy kolenem
  - Povolené kopy i do nižších částí těla kromě rozkroku
  - Povolené klinče
  - Údery hlavou a hody byly pro bezpečnost zápasníků zakázány v roce 1966.
- Rozdíly
  - Žádné rituály před začátkem zápasu (Wai khru ram muay)
  - Žádná thajská hudba během zápasu
  - Pauza mezi jednotlivými koly je stejně jako v boxu jedna minuta
  - Bodovací systém:

V thajském boxu jsou kopy na střed těla a na hlavu bodovány vysoce, zvyšují hodnotu čísel na výsledkových arších sudích. Mimoto kopy, které jsou zblokovány, jsou často bodovány lépe než údery. V kickboxu mají údery a kopy téměř stejnou váhu.

### Americká pravidla
Tato pravidla jsou uplatňována v americkém a australském full-contact karate.
- Oponenti mohou jeden druhého zasáhnout buď pěstmi, nebo nohama; zásahy musí směřovat nad boky
- Používání loktů a kolen je zakázáno a zapojení holení je málokdy povoleno
- Zápasy jsou většinou na 3 až 12 kol (trvající každé 2 – 3 minuty) pro amatérské a profesionální souboje s minutovými pauzami mezi koly.

To je hlavní rozdíl oproti Muay Thai, kde je používání loktů a kolen povoleno. Ve skutečnosti někteří thaiboxéři považují kickbox za "umírněnou" verzi Muay Thai. Bojovníci a promotéři mohou povolit různá pravidla zahrnující kopy pouze nad pás, kopy kamkoliv, zásahy bez kolen, zásahy kolenem pouze na tělo, atd. Americká forma kickboxu je v podstatě kombinace západního boxu a karate.
Trvání jednotlivých kol a jejich počet se může měnit v závislosti na stanovách odsouhlasených před zápasem každým bojovníkem nebo manažerem. Vítěz je vyhlášen během zápasu pokud nastanou tři situace: vzdání se (bojovník vzdá nebo bojovníkův roh vhodí do ringu ručník), knockout (KO) nebo ukončení ze strany rozhodčího (technický knockout nebo TKO). Pokud se nerozhodne během zápasu a vyprší tak i poslední kolo, zápas je obodován týmem tří rozhodčích. Rozhodčí určí vítěze na základě svého bodování během jednotlivých kol.

### Evropská pravidla
Evropský styl kickboxu vznikl jako kombinace Muay Thai a japonského kickboxu a jejich pravidel. Dělí se do tří odlišných disciplín.
Semi Contact (Points Fighting)Semi-contact je prakticky nejbezpečnější formou kickboxu. Bojovníci nesmí jít do plného kontaktu a síly, soupeře se musí jen lehce dotknout. Zápas je zastaven po každém střetu s patřičně provedenou technikou úderu a kopu, za které jsou sudími udělovány body.Semi contact je podobný karate.
Light ContactTo samé prakticky platí i pro light-contact jen s jedním rozdílem – zápas není zastavován po každé bodované technice.
Full ContactFull-contact je disciplína kickboxu, jejímž smyslem je porazit protivníka pomocí plné síly úderech a kopech, které musí zasáhnout povolená místa s odpovídající přesností, rychlostí a směrem, jež formuje správný kontakt mezi bojovníky. Údery a kopy jsou povolené na předek a strany hlavy, předek a boky těla (nad pasem). Povolené jsou také podmety. Zápas probíhá v ringu. Ringový rozhodčí je odpovědný za bojovníkovu bezpečnost a dodržování pravidel. Rozhodčí sledují provedení technik a udělují za ně body, které si zapisují do bodovací karty. Amatérské zápasy mají tři dvouminutová kola s minutovými pauzami. Výjimečně se také zápasí na pět dvouminutových kol s minutovými pauzami, pouze ale po souhlasu obou bojovníků.
Existuje ještě speciální forma kickboxu tzv. low-kick, jež je téměř totožná s full-contactem pouze s tím rozdílem, že jsou povoleny kopy na soupeřova stehna. Taky existuje další speciální disciplína kickboxu tzv. kicklight, která má stejná pravidla jako u light contactu s jediným rozdílem, že v zápase jsou povolené kopy na soupeřova stehna stejně jako u low-kicku.

## Techniky

### Údery

#### Společné
- Jab – přímý úder – rovný úder z přední ruky vedený na soupeřovu hlavu nebo tělo; často ve spojení s crossem
- Punch – přímý úder – rovný úder ze zadní ruky vedený na soupeřovu hlavu nebo tělo
- Hook – hák – úder s mírně zahnutou rukou vedený na soupeřovu hlavu nebo tělo zaobleným pohybem
- Uppercut – zvedák – stoupající úder směřující zespodu na soupeřovu čelist

#### Speciální
- Backfist – většinou vedený z přední ruky; Reverse-backfist a Spinning backfist, oba většinou vedené ze zadní ruky – jsou údery na hlavu, vedené stoupajícím pohybem ruky, která je ohnutá v lokti, poté se rychle narovná k úderu na bok soupeřovy hlavy; úder se provádí zadní částí kloubů ruky

#### Další
- Cross-counter – který začíná okamžitě po tom, co soupeř vyšle přímý úder; využívá tak soupeřova postoje a pozice
- Overcut (vrchní nebo spodní) – půlkruhový a vertikální úder vyslaný ze zadní ruky, který se většinou používá, když soupeř uhne před prvním úderem; užitek ve spodním overcutu spočívá v možnosti využití celé váhy těla do úderu
- Bolo punch – kombinace širokého zvedáku (uppercut) a přímého úderu (cross)

### Kopy

#### Společné
- Front Kick nebo Push Kick – přímý kop – kop směřující přímo na tělo nebo na hlavu soupeře ze zadní či přední nohy (patou nebo bříšky prstů a přední části šlapky).
- Side Kick – boční kop – kop směřující přímo na tělo nebo na hlavu buď patou, nebo bokem nohy, noha je rovnoběžná s podlahou.
- Roundhouse Kick nebo Circle Kick – postranní kop – kop vedený „sekavým“ pohybem z boku nártem nebo spodní částí holeně směřující na tělo nebo na hlavu protivníka (karateistický kop) . Existuje také double roundhouse kick (také se lze setkát s triple roundhouse kickem).
- Round Kick – postranní kop obloukový – vedený pohybem z boku spodní částí holeně směřující na tělo nebo na hlavu protivníka. Do kopu se vytáči celé tělo. Oprotí rounhouse kicku je to spíše silový kop.
- Low Kick –obloukový nizký kop- skoro stejný jako round kick s rozdílem že se kope na stehno.
- Semi-circular Kick nebo 45° Roundhouse Kick – půlkruhový kop.

#### Rotační (spinning) a skákací (jumping)
- Spinning hook-kick
- Spinning side-kick
- Spinning back-kick
- Jumping front-kick
- Jumping roundhouse-kick
- Jumping side-kick
- Hook Kick nebo Heel kick – kop vedený patou nohy stejným pohybem jako u háku
- Crescent Kick nebo Forward Crescent Kick – obloukový kop (s otočkou) stranou nohy
- Axe Kick nebo Stomp Kick nebo Hammer kick – kladivový kop – obloukový kop patou.
- Back Kick – stejný princip jako u bočního kopu jen doplněný o otočku
- Sweeping – podmet – podtržení jedné nebo obou noh protivníka

Rotační verze back, side, hook a axe kick se mohou použít v kombinaci se skákaným verzemi všech kopů.

#### Kopy kolenem

##### Základní
- Straight Knee Thrust – přímý kop kolenem – dalekonosný kop kolenem vedený ze zadní nebo vzdálenější nohy směrem na protivníkovo břicho, žebra, apod.
- Rising Knee Strike – zvedák kolenem – stoupající kop z přední nebo zadní nohy na soupeřovu tvář, bradu, ústa nebo čelist
- Hooking Knee Strike – hák kolenem – kop vedený z přední nebo zadní nohy, která napůl ohnutá, na boční stranu soupeřova těla
- Side Knee Snap Strike – jde o velmi záludnou kolenní techniku, která se používá při boji nablízko. Koleno se zvedne buď jen na prstech, nebo úplně a bojovník jím udeří doleva a doprava, přičemž trefuje protivníkovy (velmi citlivé) kolenní klouby, vnitřní stranu stehen nebo slabiny v tříslech

##### Další
- Jumping Knee Kick nebo Flying knee kick
- Double Knee Kick

## Obrana
- Slip – Slipping – úhyby tělem stranou
- Bob/Duck – Bobbing/Ducking – úhyby tělem dolů
- Parry/Block – Parrying/Blocking – odrážení/blokování – bojovník používá ruce doslova jako obranné nástroje k odražení blížícího se úderu; v momentě, kdy přichází protivníkův úder, bojovník vyšle rychlý, ostrý, z boku otevřenou rukou vedený úder na protivníkovo zápěstí nebo předloktí, který vychýlí ránu mimo tělo bojovníka
- Cover up – Covering up – krytí se – jde o poslední příležitost, jak se vyhnout blížící se ráně. Celkem vzato – bojovník drží ruce ve výšce tak, aby si chránil hlavu, přičemž předloktí jsou u sebe a zapřená o tělo
- Clinch – Clinching – klinč – bojovník sevře rukama do páky soupeřovu sklopenou hlavu, na kterou pak může směřovat kopy kolenem, údery, atd.

### Guardy (Postoje)
Existují tři hlavní obranné postoje (guardy nebo styly). Guard se mění styl od stylu, od zápasníka k zápasníkovi – někteří bojovníci mají svůj guard posazený výše pro lepší obranu hlavy, někteří naopak níže, aby lépe odráželi údery na tělo. Mnoho bojovníku mění svůj postoj i několikrát během zápasu v závislosti na momentální situaci tak, aby se co nejlépe a nejefektivněji ochránili.